# Parafia Znalezienia Krzyża Świętego w Wiśle
Parafia Znalezienia Krzyża Świętego – rzymskokatolicka parafia znajdująca się w Wiśle, na osiedlu Głębce. Należy do dekanatu Wisła diecezji bielsko-żywieckiej. Jest obsługiwana przez księży diecezjalnych. W 2005 r. zamieszkiwało ją ponad 500 katolików.
Budynek kościoła parafialnego wzniesiono w latach 1981–1983, wieża została zrekonstruowana z XVI-wiecznego kościoła w Połomi w powiecie wodzisławskim. W niecały rok po konsekracji, 16 kwietnia 1984 r. erygowano nową parafię, a wyodrębniła się ona z parafii Wniebowzięcia NMP.
Na terenie parafii znajduje się kościół rektoralny pw. Matki Bożej Częstochowskiej wraz z ośrodkiem prowadzonym przez Salezjanów.

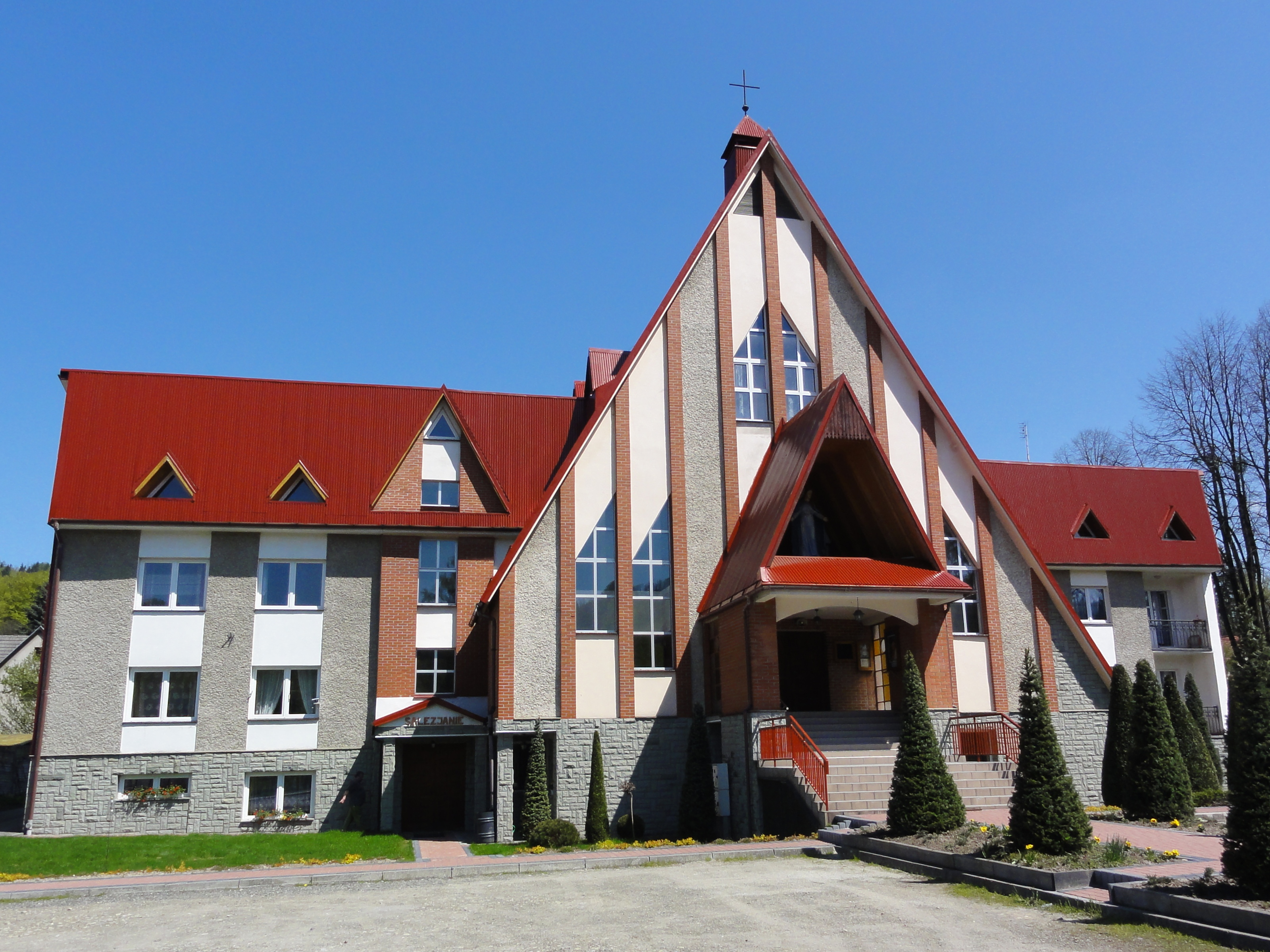
Filialny kościół księży Salezjanów